# Jufujaf (chaty de Keops)
|                |     |    |     |
| \| \| \| \| \| |     |    |     |
|                |     |    |     |
| Aa1            | G43 | I9 | G43 |

| Aa1 | G43 | I9 | G43 |

|                |     |    |     |
| \| \| \| \| \| |     |    |     |
|                |     |    |     |
| Aa1            | G43 | I9 | G43 |

| Aa1 | G43 | I9 | G43 |

|                |     |    |     |
| \| \| \| \| \| |     |    |     |
|                |     |    |     |
| Aa1            | G43 | I9 | G43 |

| Aa1 | G43 | I9 | G43 |

|                |     |    |     |
| \| \| \| \| \| |     |    |     |
|                |     |    |     |
| Aa1            | G43 | I9 | G43 |

| Aa1 | G43 | I9 | G43 |

Jufujaf fue uno de los hijos de Jufu (Keops) y de su segunda esposa, Henutsen. Comenzó su vida pública como sacerdote, pero, según algunos egiptólogos, ejerció también el cargo de chaty con su padre, y posiblemente también durante el reinado de su hermano Dyedefra. Estaba casado con la princesa Nefertkau, con la que tuvo tres hijos: Outka, Iunka y un tercero cuyo nombre se ha perdido.
Algunos egiptólogos, como Rainer Stadelmann, le identifican con Kefrén. Según esta hipótesis, se habría casado en segundas nupcias con Jamerernebty I, entonces viuda de Jufu, y cambiado su nombre a Jauf-Ra al subir al trono tras su medio hermano paterno Dyedefra.

## Tumba

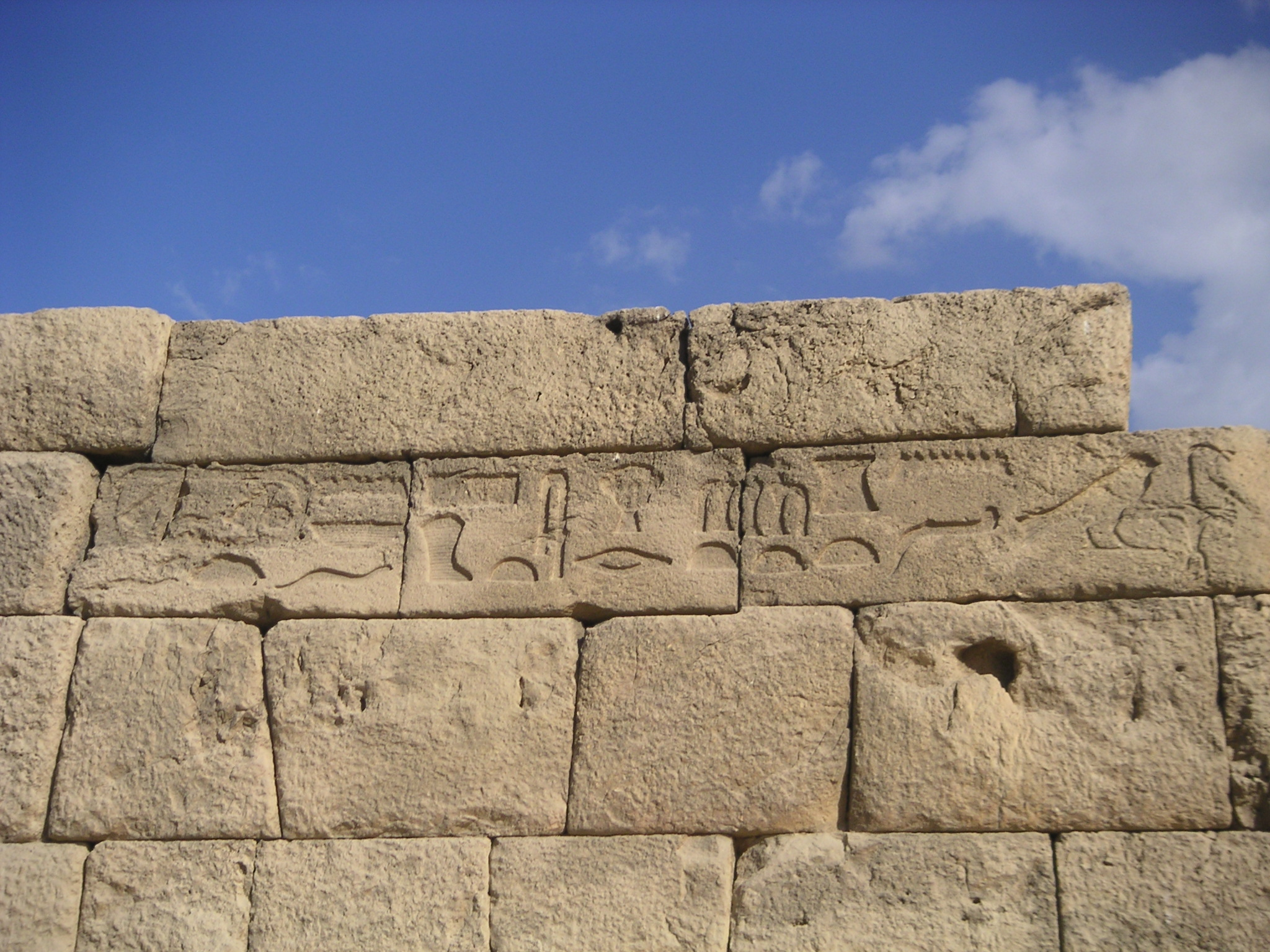
Detalle de la inscripción del exterior de la mastaba de Jufujaf.

Durante el reinado de Jufu, Jufujaf se hizo construir una mastaba doble la (G7130-G7140) para Nefertkau y él al este de la pirámide de su padre en Guiza, no lejos de la de su madre. Es la segunda en tamaño de la necrópolis, solo superada por la de Kauab. 
Esta mastaba reveló un punto importante relativo a la cronología de la cuarta dinastía, ya que un bloque de este edificio lleva una marca de cantera: estas inscripciones son preciosas, ya que en general indican una fecha y el reinado bajo el cual se construyó el edificio. En este caso, la inscripción indica el año 23 de Jufu.
Tiene en su interior varias salas decoradas con relieves que, entre otros datos, indican la genealogía y descendencia de su propietario, datos que contradicen la teoría de Stadelman anteriormente expuesta.  
La mastaba lleva una gran inscripción sobre su cara occidental con el nombre y los títulos del propietario. Hecho excepcional para una mastaba, la cámara funeraria de Jufujaf está protegida por una losa monolítica de piedra caliza, prueba suplementaria de la importancia del personaje en su tiempo y en la familia real. Dentro se encontró el sarcófago externo, hecho con granito rojo de Asuán y decorado en su cara principal con diversos motivos y con una inscripción jeroglífica indicando los títulos y el nombre de su propietario.